# Mika Noronen
Mika Noronen (né le 17 juin 1979 à Tampere en Finlande) est un joueur professionnel de hockey sur glace. Il évolue en tant que gardien de but.

## Carrière

### Carrière en club
Noronen commence le hockey au sein de l'équipe de sa ville natale en passant par toutes les catégories pour finalement jouer son premier match en élite finlandaise, la Suomenmestaruus-liiga en 1995-96. Il est mis en avant lors du championnat d'Europe junior en 1997. Il remporte la médaille d'or après une médaille d'argent l'année précédente. À titre personnel, il est élu meilleur gardien du tournoi et sélectionné dans l'équipe type de l'événement.
Il participe au repêchage d'entrée dans la Ligue nationale de hockey au cours de l'été qui suit et est sélectionné au cours de la première ronde, le 21e joueur choisi au total. Il ne signe pas pour autant un contrat avec l'équipe de la LNH qui l'a choisi, les Sabres de Buffalo.
Il reste jouer dans son pays avant de faire ses débuts en Amérique du Nord pour la saison 1999-2000 en jouant avec l'équipe affiliée aux Sabres, les Americans de Rochester. Il remporte en 2000, le trophée Dudley-« Red »-Garrett, trophée de la LAH qui récompense le meilleur joueur dans sa première saison dans la ligue. L'année suivante, il remporte avec Tom Askey, l'autre gardien de l'équipe, le trophée Harry-« Hap »-Holmes en tant que gardiens avec la plus basse moyenne de buts alloués.
Mis en concurrence avec Martin Biron pour le poste de remplaçant de la vedette Dominik Hašek, il ne va pas beaucoup jouer dans la LNH au cours des saisons qui vont suivre mais gagnera tout de même sa place comme second gardien de l'équipe lors de la saison 2003-2004, Hašek ayant entretemps rejoint les Red Wings de Détroit. Le 14 février 2004, il devient le dixième gardien de but de l'histoire de la LNH à inscrire un but lors d'un match. Il est le premier finlandais à réaliser cet exploit lors d'un match contre les Maple Leafs de Toronto. Il est le dernier joueur de l'équipe des Sabres à avoir touché le palet quand Robert Reichel tente une passe et envoie le palet dans ses propres buts, Trevor Kidd étant sortit de la glace pour mettre un joueur supplémentaire en jeu.
Au cours de la saison 2005-2006, il rejoint les Canucks de Vancouver mais ne joue quasiment pas. Lors de la saison suivante, il quitte l'Amérique du Nord et signe avec Ak Bars Kazan, équipe du championnat de Russie pour deux saisons. Il remporte alors la Coupe d'Europe des clubs champions en 2007 puis la Coupe continentale 2008.
Lors de la création d'une nouvelle ligue en Eurasie, la Ligue continentale de hockey, il signe pour l'équipe du Torpedo Nijni Novgorod et partage le temps de jeu avec Vitali Ievdokimov.

### Carrière internationale
Il représente la Finlande lors de plusieurs compétitions internationales :

#### Championnat d'Europe junior
- 1996 -  Médaille d'argent
- 1997 -  Médaille d'or

#### Championnat du monde junior
- 1997 - défaite en quart-de-finale
- 1998 -  Médaille d'or
- 1999 - défaite en quart-de-finale

#### Championnat du monde
- 2004 - défaite en quart-de-finale